# Pierre Marty (homme politique)
Pour les articles homonymes, voir Pierre Marty et Marty.
Pierre Marty, né le 14 septembre 1894 à Carbonne et mort le 28 juin 1958 dans la même commune, est un homme politique français.

## Biographie
Propriétaire foncier et coopérateur, Pierre Marty est élu conseiller municipal de Carbonne en 1925 puis maire SFIO de la commune le 5 mai 1934, succédant à Mathieu Letrenne. En juin 1941, il est révoqué par le régime de Vichy et est remplacé par une délégation spéciale présidée par Bernard Siadoux.
Pendant cette période, il prend activement part à la Résistance et à la Libération, il retrouve son fauteuil de maire. Reconduit dans ses fonctions en 1945, il remporte le siège de conseiller général du canton de Carbonne en mars 1947 à l'issue d'une élection partielle convoquée pour remplacer Vincent Auriol devenu président de la République.
En novembre 1948, il se présente aux élections sénatoriales et devient conseiller de la République puis sénateur de la Haute-Garonne. À la chambre haute, il siège au sein du groupe socialiste et est membre de la commission industrielle et de la commission de l’agriculture.
Réélu dans ses différents mandats, il meurt dans sa commune natale le 28 juin 1958.

## Détail des fonctions et des mandats
Mandat parlementaire
- 7 novembre 1948 - 28 juin 1958 :  conseiller de la République puis sénateur de la Haute-Garonne

Mandats locaux
- 5 mai 1934 - juin 1941 : maire de Carbonne
- août 1944 - 28 juin 1958 : maire de Carbonne
- 2 mars 1947 - 28 juin 1958 : conseiller général du canton de Carbonne

## Décorations
- Chevalier de la Légion d'honneur
- Officier de l'ordre du Mérite agricole